# مارتي كاستيلو
مارتي كاستيلو (بالإنجليزية: Marty Castillo)‏ هو لاعب كرة قاعدة أمريكي، ولد في 16 يناير 1957 في لونغ بيتش في الولايات المتحدة.

## وصلات خارجية
- مارتي كاستيلو على موقعبيزبول رفرنس.كوم (الدوري الرئيسي) (الإنجليزية)
- مارتي كاستيلو على موقع جمعية أبحاث البيسبول الأمريكية (الإنجليزية)